# Quartetto per archi n. 7 (Beethoven)
Il Quartetto per archi n. 7 in Fa maggiore, op.59, è una composizione di Ludwig van Beethoven scritta nel 1806 e pubblicata nel 1808.

## Storia
Il brano fa parte dei tre quartetti che compongono l'Opera 59 nota anche come Razumovsky dal nome del committente, il diplomatico russo Andrey Razumovsky, mecenate di Beethoven. Cronologicamente, il Quartetto n. 7 è stato il primo dei tre a essere scritto. Beethoven ne terminò la stesura nel luglio 1806.

## Movimenti
Il quartetto è composto da quattro movimenti:
1. Allegro (Fa maggiore)
2. Allegretto vivace e sempre scherzando (Si bemolle maggiore)
3. Adagio e molto mesto (Fa minore)
4. Allegro. Théme Russe (Fa maggiore)

### I Allegro
Il primo movimento è introdotto da un tema cantabile per violoncello a cui risponde subito il violino seguito dagli altri strumenti. Questo tema varia ampiamente durante il movimento, fino alla ricapitolazione. Rispetto ai primi quartetti di Beethoven, per esempio il Quartetto per archi n. 4, a questo punto c'è una innovazione: le armonie non si adattano più alla melodia e lo sviluppo si allunga.
Fin dall'inizio, Beethoven concepì il movimento senza la ripetizione dell'esposizione. Durante la scrittura, pensò invece di ripetere tutta l'esposizione e la ricapitolazione, ma poco prima della pubblicazione abbandonò questa idea. L'estetica del primo movimento fa in modo che occasionalmente questo quartetto venga definito l'Eroica dei quartetti.

### II Allegretto vivace e sempre scherzando
Anche il secondo movimento inizia con un tema per violoncello a cui risponde il violino. Questo divide il tema del movimento nei suoi due elementi più semplici: il ritmo e la melodia; l'interazione tra violoncello e violino è la base dell'intero movimento. Il tema inizia in modo articolato per continuare con una melodia prima ascendente e poi discendente. Il complesso tematico principale dell'esposizione comprende anche un tema cantabile che anticipa il tema minore del terzo movimento. La ricapitolazione inizia alla battuta numero 239, dividendo il movimento esattamente a metà (238 battute per l'esposizione e lo sviluppo, altre 238 per la ricapitolazione e la coda).
Anche in questo caso, Beethoven prese in considerazione la ripetizione dello sviluppo e della ricapitolazione e anche in questo caso abbandonò l'idea prima della pubblicazione.
Il passaggio dallo scherzo al secondo movimento ricorda lo scherzo minore del secondo movimento della Sonata per violoncello e pianoforte n. 3 op.69.

### III Adagio e molto mesto
Come dichiarò lo stesso Beethoven, l'adagio venne composto per costernazione per il matrimonio tra il fratello Carl e Johanna Reiss. Dopo la morte del fratello, Beethoven ebbe una disputa con la cognata per la custodia del nipote Karl, nato dal matrimonio. Questo spiega l'annotazione che Beethoven lasciò a margine della partitura su un "salice piangente o acacia sulla tomba di mio fratello".
La maggior parte del movimento è intriso di melanconia, interrotta brevemente dal crescendo che precede il finale. Dopo una breve ripresa dell'adagio, una cadenza del violino e un trillo introducono al movimento finale.

### IV Allegro. Théme Russe
Il quarto movimento inizia con un tema ballabile eseguito dal violoncello, da principio timido per diventare poi più energico nello sviluppo. Il tema è ispirato a un canto popolare russo che Beethoven potrebbe aver conosciuto dalla biblioteca di Razumovsky: si tratta della prima canzone di una raccolta curata da Ivan Prach e pubblicata a San Pietroburgo nel 1790. Il canto racconta del dolore di una madre dopo il ritorno del figlio dalla guerra e per questo è in origine un Molto Andante in tonalità minore. Nella rielaborazione di Beethoven il tema viene invece rielaborato con un taglio allegro.
Il rondò forma un tutt'uno con la sonata e la coda comprende un fugato derivato dal tema principale. Il movimento si conclude in un brusco presto fortissimo di nove battute di accordi finali cadenzati. Questo è un richiamo alla peculiarità di Beethoven, riportata anche da Carl Czerny, di "ridere a crepapelle" dopo una improvvisazione al pianoforte e di "farsi beffe dell'impatto emotivo provocato agli ascoltatori".